# ジャック・ウィルシャー
ジャック・ウィルシャー（Jack Wilshere, 1992年1月1日 - ）は、イングランド・スティーブニッジ出身の元サッカー選手、サッカー指導者。元イングランド代表。ポジションはミッドフィールダー。

## 生い立ち
ウィルシャーは、イギリス初のニュータウンとして指定された、ロンドン近郊の都市であるハーフォードシャー州スティーブニッジで生まれ、近くのヒッチンで育った。ヒッチンのプライオリー・スクールではサッカーチームのキャプテンを務め、カウンティ・カップやディストリクト・カップで栄光を収め、8年生（12歳）ではアンダー15ナショナル・カップも獲得した。
少年時代はウェストハム・ユナイテッドのファンで、パオロ・ディ・カーニオが憧れの選手だった。

## 経歴

### 選手時代

#### アーセナル時代
ルートン・タウンのユースに短期間在籍したのち、2001年の10月にアーセナルFCのアカデミーに所属。15歳でU-16チームのキャプテンとなった。2007年からはU-18リーグの試合でも起用されるようになり、アストン・ヴィラ戦で初ゴールを決めると、ワトフォード戦ではハットトリックの活躍。18試合に出場して13ゴールを挙げる活躍でアカデミーグループAのタイトル獲得に貢献した。
16歳になったばかりの2008年2月には、BチームであるU-23のレディング戦にデビューしてゴールを決めるなど、3試合に出場して2ゴール2アシストの記録を残す（このシーズンのアーセナルリザーブチームにおけるゴール・オブ・ザ・シーズンも受賞）。FAユースカップの優勝にも貢献した。
トップチームのアーセン・ベンゲル監督にそのテクニックを全面に押し出したスタイルが評価され、2008年夏のトップチームのオーストリア遠征にも帯同。プレシーズンマッチには全試合に出場し、3得点をあげた。その活躍が認められ、2008-09シーズンのトップチームに昇格。2008年9月13日にはブラックバーン・ローヴァーズFC戦でクラブ史上最年少（16歳と256日）でのプレミアリーグデビューを達成。9月23日のカーリングカップ、シェフィールド・ユナイテッドFC戦では自身のトップチームでの公式戦初ゴールを記録した。2009年1月には正式にアーセナルとプロ契約を締結する。

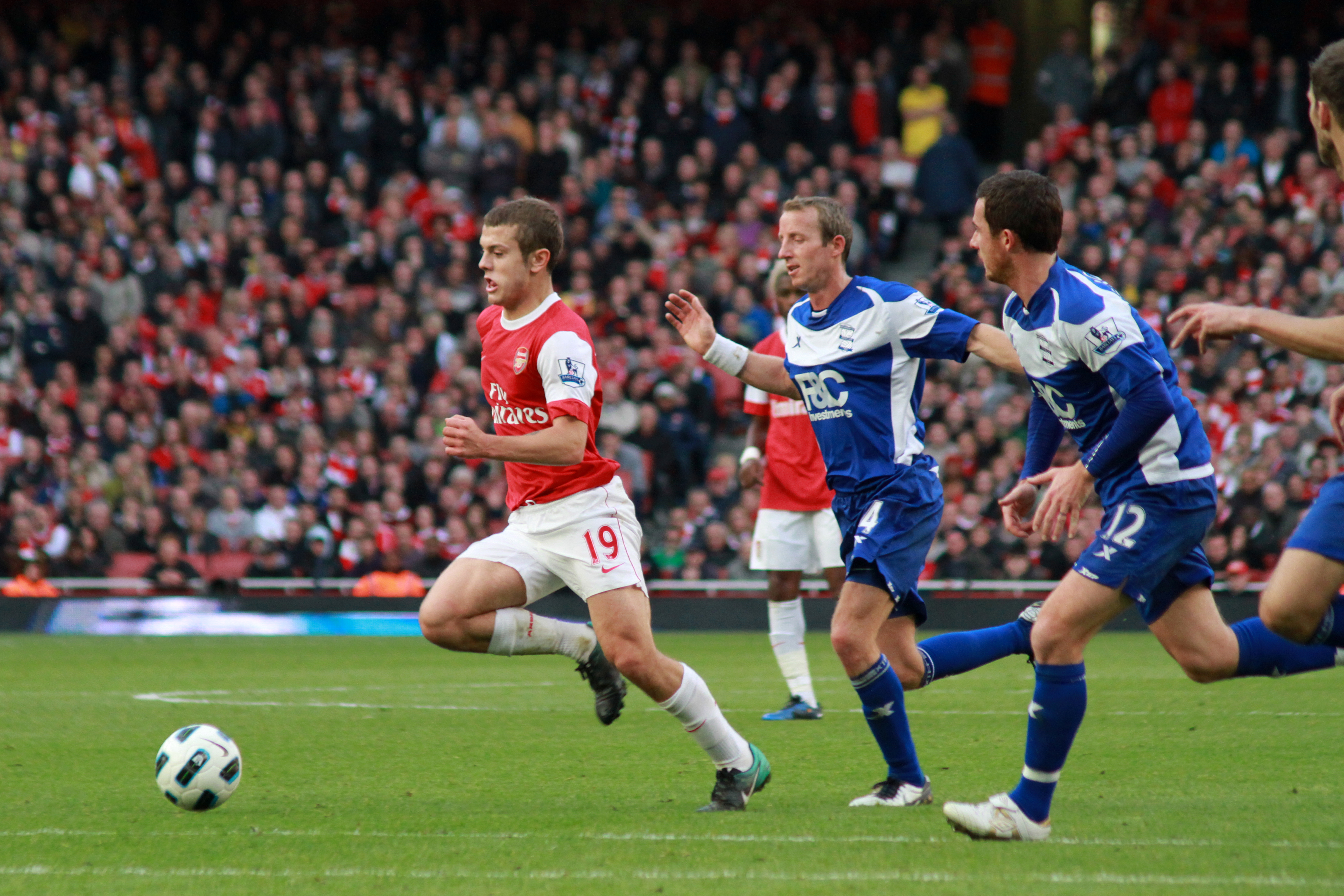
バーミンガム・シティFC戦にて

2010年1月、ボルトン・ワンダラーズFCへレンタル移籍。ボルトンでは14試合で1得点を記録。ボルトン側ではウィルシャーの活躍に目をつけ、翌年の再ローンを打診もされるが、シーズン終了後にアーセナルへ復帰する。
2010-11シーズンは18歳の若さにして開幕戦のリヴァプールFC戦でスタメンに名を連ねた。その後も試合に出場し、チャンピオンズリーグデビューも経験。9月にはアーセナルの月間最優秀選手に選出された。11月27日のアストン・ヴィラFC戦でプレミアリーグ初得点を記録。2011年2月16日のチャンピオンズリーグ決勝トーナメント1回戦、FCバルセロナ戦では93.5%という高いパス成功率を記録し、2-1での逆転勝利に貢献。アーセナル公式サイトではマン・オブ・ザ・マッチに選出され「キャリアで最高の夜だ」と喜びを語った。このシーズン公式戦には49試合出場するなどの活躍が評価され、2011年4月17日にはPFA年間最優秀若手選手賞を受賞した。
しかし2011-12シーズンはプレシーズンマッチで足首に疲労骨折を起こした後、足首の手術や膝の負傷などが重なり全試合欠場。EURO2012も怪我の影響で欠場せざるを得ない状態となった。これ以降将来を嘱望されながら、体格以上の粘り強さを見せるプレーなどが起因してか、ケガによる長期離脱を度々繰り返すようになった。
2012-13シーズン、ファン・ペルシの移籍で空番号となった「10」を託され、10月28日のQPR戦で14カ月ぶりに復帰。2013-14シーズンのFAカップにも貢献。しかしケガによる離脱を繰り返す中で出場機会が激減。2015-16シーズンは僅か3試合のみの出場となった。
2016-17シーズンの2016年8月31日、ボーンマスにレンタル移籍した。大きな怪我も無く、コンスタントに試合に出場していたが、4月15日のトッテナム戦で負傷、4月19日、残りの試合を全休する事が明かされた。
2017-18シーズンから再びアーセナルへ復帰、リーグ戦ではベンチ入りしても不出場が続き、カップ戦のみに出場していたが、10月22日のエヴァートンFC戦で76分より出場し、リーグ戦ではシーズン初出場、以降途中出場が増えた。12月6日、UEFAヨーロッパリーグのFC BATEボリソフ戦ではゴールを決めると、12月13日のウエストハム・ユナイテッド戦で、リーグ戦シーズン初先発を果たした。12月28日のクリスタル・パレス戦では、先発から66分に相手DF陣の隙を突く浮き球のパスをサンチェスに送り、サンチェスの決勝ゴールをアシストした。1月3日のチェルシーFC戦にて6試合連続の先発出場を果たし、後半、プレミアリーグでは2年半ぶりとなるゴールを決めるなど、リーグ戦20試合に出場。しかしシーズン終了後、契約満了によりアーセナルを退団した。

#### ウエストハム時代
2018年7月9日、少年時代ファンだったというウェストハム・ユナイテッドFCへ3年契約で加入することが発表された。8月12日リヴァプール戦でデビューするも、その後怪我の影響で離脱、シーズン終盤に復帰したが、僅か7試合のみの出場となった。翌シーズンもケガがちで8試合のみの出場で、2020年10月5日にウェストハムとの契約を解除、退団した。

#### ボーンマス時代
ウエストハムを退団後のインタビューで世界中のオファーを検討する構えでいることなど、現役続行の意欲を見せていたウィルシャーは、最終的に2020年12月29日、かつてローンで加入していたAFCボーンマスでトレーニングしていることが発表された。2021年1月18日、練習参加していたAFCボーンマスとシーズン終了までの契約を結んだ。15試合に出場したが、プレミアリーグ昇格を逃したボーンマスは同年5月、当初の契約通り、契約終了によるウィルシャーの退団を発表した。

#### アーセナルでの練習参加からデンマークへの移籍
2021年8月、インタビューでどこからも声がかからず無所属のままシーズンが開幕したことについて悲痛な思いを打ち明けた。妻には現役引退の可能性について話したという。9歳になる長男から「どうしてどこのクラブもパパを欲しがらないか」と聞かれ「なんと答えればよいかわからない」と語った。また、子供が同級生から「どうして仕事をしていないの？サッカー上手くないの？」と言われてることに胸を痛めていると明かした。そして、過去の負傷の多さがイメージを悪くしてることからそのようなイメージをあまり持たれていないイングランド国外への挑戦を示唆した。
同年9月、無所属状態が続く中、選手時代チームメイトであったアーセナルのアルテタ監督が会見でウィルシャーの支援を表明し本人と話し合いをしたことを明かした。そして、同年10月7日、約3年ぶりに古巣アーセナルのファーストチームの練習に参加することが発表された。また、コンディション調整だけでなくコーチングライセンス取得に向けた準備も手助けするとアルテタが明かした。
2022年2月21日、約4ヶ月間アーセナルで練習参加、およびアカデミー選手の指導中であったが、デンマーク・スーペルリーガのオーフスGFへ加入することが公式発表された。契約期間は、シーズン終了までであるが契約延長オプションが付いている。背番号は10番を着用。同年2月25日、ヴェイレBK戦で終了間際の90分から途中出場し移籍後初出場を果たし、シーズン終了まで14試合に出場した。同年7月6日、両者で協議の末、契約延長オプションを行使せずオーフスGFを退団することが発表された。

#### 引退表明
同年7月8日、「（ケガが相次ぎ）困難な時期もあったけど、自分のキャリアを振り返り、達成したことに大きな誇りを感じている」「今がこの章を閉じるのにふさわしい時」と述べ、30歳という若さで現役引退することを自身のSNS上で発表した。

### 指導者時代
アーセナルへの練習参加時にはアカデミーの選手たちへの指導も行っており、引退声明でも「僕にはまだ試合に捧げるものがたくさんある」と、指導者を目指すことを示唆した。そして声明の3日後となる2022年7月11日、古巣アーセナルでU18チームの監督に就任することが発表された。

## 代表経歴
U-17欧州選手権には2年続けて出場。2009年8月にはU-21イングランド代表にも初選出された。
2010 FIFAワールドカップでは代表に招集されることはなかったが、ワールドカップ後最初の試合となった2010年8月11日のハンガリーとの親善試合に向け、A代表に初招集された。ウィルシャーはこの試合で代表デビューを果たし、以降はコンスタントに代表に招集され、2014年のFIFAワールドカップでも代表入り、グループリーグ初戦イタリア戦で後半から出場、最終戦となったコスタリカ戦では先発出場した。
2015年6月14日のUEFA EURO 2016予選、スロベニア戦で代表初得点を含む2ゴールを挙げた。2016年5月UEFA EUROのメンバーに選出され、大会でも出場をしたが、プレミアリーグでシーズン中、僅か141分しか試合に出場していない、ウィルシャーが選出されたことに疑問の声が多くあがり、ロイ・ホジソン監督のウィルシャー選出を揶揄された。
UEFA EURO2016以降は代表を遠ざかっていたが、好調を維持していた為、2018年の3月24日と28日のフレンドリーマッチに向けたメンバーに選出され、約2年ぶりに代表復帰したが、怪我でプレーする事が出来ず代表を離脱、2018 FIFAワールドカップメンバーからも外れた。

## プレースタイル
MFとして攻守に高い能力と精神力、献身的な姿勢を持っており、アーセン・ヴェンゲルはポール・スコールズを思わせると評している。
高度なボールテクニックを持つ。決定力、パスセンス、キープ力などはどれもイングランド人では一級品であり、アーセナルの中でもその才能は際立っている。セスク・ファブレガスはウィルシャーのテクニックを「スペイン的」であると表現した。小柄な身体からは想像も出来ないような、プレミアリーグ特有の激しいプレースタイルにも負けない当たりの強さをもつ。球際にも強さを見せ、果敢にスライディングタックルを仕掛ける。

## 個人成績
2017年5月31日時点
| クラブ                 | シーズン | プレミアリーグ | プレミアリーグ | FAカップ | FAカップ | リーグカップ | リーグカップ | 欧州カップ | 欧州カップ | その他 | その他 | 通算 | 通算 |
| クラブ                 | シーズン | 出場           | 得点           | 出場     | 得点     | 出場         | 得点         | 出場       | 得点       | 出場   | 得点   | 出場 | 得点 |
| ---------------------- | -------- | -------------- | -------------- | -------- | -------- | ------------ | ------------ | ---------- | ---------- | ------ | ------ | ---- | ---- |
| アーセナル             | 2008-09  | 1              | 0              | 2        | 0        | 3            | 1            | 2          | 0          | -      | -      | 8    | 1    |
| アーセナル             | 2009-10  | 1              | 0              | 1        | 0        | 2            | 0            | 3          | 0          | -      | -      | 7    | 0    |
| アーセナル             | 2010-11  | 35             | 1              | 2        | 0        | 5            | 0            | 7          | 1          | -      | -      | 49   | 2    |
| アーセナル             | 2011-12  | 0              | 0              | 0        | 0        | 0            | 0            | 0          | 0          | -      | -      | 0    | 0    |
| アーセナル             | 2012-13  | 25             | 0              | 4        | 1        | 1            | 0            | 3          | 1          | -      | -      | 33   | 2    |
| アーセナル             | 2013-14  | 24             | 3              | 3        | 0        | 1            | 0            | 7          | 2          | -      | -      | 35   | 5    |
| アーセナル             | 2014-15  | 14             | 2              | 1        | 0        | 1            | 0            | 5          | 0          | 1      | 0      | 22   | 2    |
| アーセナル             | 2015-16  | 3              | 0              | 0        | 0        | 0            | 0            | 0          | 0          | 0      | 0      | 3    | 0    |
| アーセナル             | 2016-17  | 2              | 0              | -        | -        | -            | -            | -          | -          | -      | -      | 2    | 0    |
| アーセナル             | 通算     | 105            | 6              | 13       | 1        | 13           | 1            | 27         | 4          | 1      | 0      | 159  | 12   |
| ボルトン・ワンダラーズ | 2009-10  | 14             | 1              | -        | -        | -            | -            | -          | -          | -      | -      | 14   | 1    |
| ボーンマス             | 2016-17  | 27             | 0              | 0        | 0        | 0            | 0            | -          | -          | -      | -      | 27   | 0    |
| 総通算                 | 総通算   | 146            | 7              | 13       | 1        | 13           | 1            | 27         | 4          | 1      | 0      | 200  | 13   |

## 代表歴

### 出場大会
- イングランド代表
  - 2014 FIFAワールドカップ

### 試合数
- 国際Aマッチ 34試合 2得点（2010年-2016年）[39]

| イングランド代表 | 国際Aマッチ | 国際Aマッチ |
| 年               | 出場        | 得点        |
| ---------------- | ----------- | ----------- |
| 2010             | 1           | 0           |
| 2011             | 4           | 0           |
| 2012             | 1           | 0           |
| 2013             | 8           | 0           |
| 2014             | 12          | 0           |
| 2015             | 2           | 2           |
| 2016             | 6           | 0           |
| 通算             | 34          | 2           |

## タイトル

### クラブ
アーセナルFC
- FAユースカップ 2008-09
- プレミアアカデミーリーグ 2008-09
- FAカップ 2013-14, 2014-15
- FAコミュニティ・シールド 2014, 2015, 2017

### 個人
- PFA年間最優秀若手選手賞 2011
- PFA年間ベストイレブン 2011